# Amaurochelifer annamensis
Genre
Espèce
Amaurochelifer annamensis, unique représentant du genre Amaurochelifer, est une espèce de pseudoscorpions de la famille des Cheliferidae.

## Distribution
Cette espèce est endémique du Viêt Nam. Elle se rencontre sur le Lang Bian dans la province de Lâm Đồng.

## Étymologie
Son nom d'espèce, composé de annam et du suffixe latin -ensis, « qui vit dans, qui habite », lui a été donné en référence au lieu de sa découverte, l'Annam.

## Publication originale
- Beier, 1951 : Die Pseudoscorpione Indochinas. Mémoires du Muséum National d'Histoire Naturelle, Paris, nouvelle série, vol. 1, p. 47-123.